# Liste des rois des Pictes

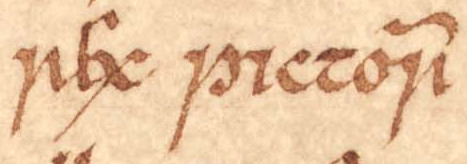
Un extrait du folio 26r de la Oxford Bodleian Library MS Rawlinson B 489 (les Annales d'Ulster). L'extrait concerne Áed mac Cináeda, roi des Pictes (mort en 878).

Cet article dresse une liste des rois des Pictes.

## Les Pictes
Selon les traditions irlandaises consignées par écrit vers 1150 dans certaines versions du Lebor Gabála Érenn ou Livre des Conquêtes , les Pictes (Cruithnidh) vinrent sous le règne de l’Ard ri Érenn irlandais mythique Érimón du « Pays des Scythes » qui était selon les géographes antiques, à la suite d’Hérodote, l’ensemble des plaines situées de l’est de l’Europe au nord à la mer Noire.Geoffrey Keating date son règne de 1287-1272 av . J.-C. les Annales des quatre maîtres de 1700 à 1684 av J.-C..
Ils étaient commandés par leurs chefs Gud et Cathluan fils de Cing et voulurent s’établir dans « l’île verte » peu de temps après sa conquête par les Goidels dirigés par les fils de Mile. L’historien angle Bède le Vénérable se faisait déjà l’écho de ce même mythe dans son Historia Ecclesiastica Gentis Anglorum lorsqu’il précise:
«  Les Pictes comme je l’ai dit, arrivèrent sur cette île par la mer, ils désiraient obtenir un endroit où s’installer ; les Scots répondirent «que l’île ne pouvait accueillir à la fois ces deux peuples ». Ces derniers continuèrent «nous pouvons néanmoins vous donner un bon conseil leur dirent ils. Nous savons qu’il existe une autre île, guère éloignée de la nôtre, en direction de l’est, que nous apercevons souvent au loin, par temps clair. Si vous y débarquez vous obtiendrez des colonies ; et si l’on s’oppose à vous, vous pourrez compter sur notre appui. Les Pictes en conséquence, cinglèrent vers la Bretagne dont ils occupèrent les parties septentrionales, car les bretons possédaient le sud. Mais les Pictes n’avaient pas de femme aussi demandèrent ils aux Scots d’épouser leurs filles. Les Scots acceptèrent à condition qu’ils choisiraient en cas de litige un roi né de la race royale féminine plutôt que masculine, coutume que les Pictes observèrent jusqu’à nos jours… »
— Bède Le Vénérable  Histoire ecclésiastique du peuple anglais. Texte traduit et présenté par Philippe Delaveau, Gallimard 1995  (ISBN 2070730158), p. 67.

## La Chronique des Pictes
Les diverses listes de rois Pictes qui nous sont parvenues et qui sont baptisées de manière quelque peu impropre « Chronique Picte » mentionnent les noms d’environ 80 souverains avec leurs durées de règne et parfois de brèves indications sur les événements très remarquables auxquels ils furent liés et qui sont exprimés selon la forme suivante
- Drest mac d’Erp « régna 100 ans et combattit dans 100 combats ; dans la 19e année de son règne l’évêque saint Patrick, arriva dans l’île d’Irlande ».
- Nechtan Morbet « régna 24 ans et dans la 3e année de son règne, Dairlugdach abbesse de Kildare vient d'Irlande en Bretagne en exil pour le Christ »
- Bridei mac de Maelchon « régna 30 ans. La huitième année de son règne il fut baptisé par saint Colomba ».
- Bridei mac Bili « De son temps vécut Saint Adomnan ».
- Caustantin « il édifia Dunkeld ».
- Kenneth mac d’Alpin « fut le premier des Scots à régner sur le pays des Pictes (Pictavia) pour 16 ans… Dans la septième année de son règne il transporta les reliques de Saint Colomba dans l’église qu’il avait fait construire et envahit la Saxonie (i.e Lothian) six fois. Il détruisit Dunbar par le feu et prit possession de Melrose ».

Ces listes de noms qui débutent donc avec Gud et Cathluan sont purement légendaires jusqu’au Ve siècle de notre ère. On peut cependant parfois y déceler les traces de patronymes évoquant ceux de personnages attestés par d’autres sources comme :
- Ciniod mac Artcois (i.e: jambe ou patte d’ours), crédité d’un règne de sept ans, dont le nom rappelle celui d’« Argentocoxos » (i.e: jambe d’argent) le chef calédonien qui a selon Dion Cassius [6] a négocié avec les romains lors de l’expédition dans le nord de la Bretagne de l'empereur Septime Sévère et de ses fils (208-211) [7]
- Uipoig namet, mentionné avec un règne de 30 ans, dont la forme du nom est proche de celui du magnat de Calédonie Uepogenus dont on a trouvé une inscription à Colchester datée également du début du IIIe siècle [8]

Les listes royales nous apprennent que le premier roi des Pictes, successeur des deux chefs évoqués ci-dessus s’appelait « Cruithne mac Cinge » et que ses sept fils eux-mêmes successivement rois donnèrent leurs noms aux différents districts traditionnels du pays qu’ils se partagèrent.
- Cirig ou Circin (Angus et Mearns) : règne 40 ans ;
- Fidach (Moray et Ross) : règne 40 ans
- Fortrenn ou Fortrean (Strathearn et Menteith) : règne 70 ans
- Fotla ou Fotlaid (Atholl) : règne 30 ans
- Cat (Caithness & Sutherland) : règne 12 ans
- Ce (Marr et Buchan) : règne 15 ans
- Fib (Fife) : règne 24 ans

La période la plus ancienne des listes royales se caractérise à la suite les noms des fondateurs et des rois éponymes évoqués ci-dessus par une succession curieuses de 28 paires de noms de rois tous prénommés Brude et comportant un second nom précédé une fois sur deux du préfixe Ur. Ainsi elle débute par exemple avec Brude Gest suivi de Brude Urgest, puis alternent Brude Pont, Brude Urpont, Brude Leo, Brude Urleo, etc. Il semble qu’il s’agisse d’un terme indiquant une filiation, comparables à ceux utilisés par les autres peuples celtiques brittoniques (ap, ab) ou gaéliques (mac).
Jusqu’au règne de Uuradech Uecla, les manuscrits du « Groupe A » contiennent de plus nombreux noms que ceux du « Groupe B. » En ce qui concerne le milieu de la liste soit de la fin du Ve au début du VIIIe siècle (du règne de Uuradech Uecla jusqu’à celui de Nechtan mac Derile) les deux listes correspondent étroitement. Après le règne de Nechtan mac Derile les différences entre les deux sources sont si grandes qu’il est difficile de les imputer à de simples erreurs de copistes
Les principales incohérences se trouvent dans la période de guerres civiles du premier tiers du VIIIe siècle et dans celle qui précède immédiatement la prise du pouvoir par Kenneth mac Alpin vers le milieu du IXe siècle. En effet pendant ces deux périodes plusieurs rois ont occupé le trône à tour de rôle et /ou en opposition ou ont régné en même temps sur diverses parties du pays parfois à plusieurs reprises ! La seconde liste semble additionner en les redoublant même parfois les règnes multiples de ces différents prétendants
Les dates déterminées à partir des durées de règnes dans les documents du « Groupe A » coïncident par contre avec différence maximum de cinq ans avec celles des Annales de Tigernach attribuées à Tigernach, abbé de Clonmacnoise (+1088) (Période AD 489 -766) et/ou les Annales d'Ulster (Période AD 431-1201) compilées dans l’île de Senait mac Manus par Cathal Maguire (mort 1498) qui relèvent essentiellement la disparition de nombreux souverains Pictes. Par contre l’écart final entre la totalisation de la durée des règnes sur la liste « Groupe B » et ces mêmes annales atteint une centaine d’années 
Les listes conservées en plusieurs exemplaires dans les manuscrits semblent en fait correspondre à des listes de rois suprêmes comparables aux Ard ri Érenn irlandais ou aux rois des provinces traditionnelles qui se partageaient l’île voisine. Cette royauté plus au moins symbolique devait être disputée entre des prétendants issus des différents royaumes régionaux eux-mêmes divisés entre des tribus claniques. Contrairement à l’Irlande aucune liste ni généalogie royale de ces dernières entités ne nous sont malheureusement parvenues
Les adversaires de la tradition d’une dévolution purement matrilinéaire de la royauté picte, comme Alfred P. Smyth invoquent ce point en estimant que l’absence de liens familiaux directs entre les différents rois, que l’on constate également dans l’île voisine par exemple en ce qui concerne les rois de Laigin peut clairement s’expliquer dans le cadre d’un régime de transmission patrilinéaire dans la mesure où l’on ne dispose pas de généalogies étendues à l’ensemble des familles constituant le clan royal et que leurs disparitions dans le domaine Picte est la seule cause de l’apparente absence de transmission du royaume de père en fils chez les Pictes
Pour la période historique nous avons cependant trace de quelques-uns uns de ces rois locaux dont celui d’Athfhotla
(Atholl) Talorgan mac Drostan qui fut tué par le roi Unuist mac Urguist (Oengus Ier mac Fergusa) en 739 (Annales d'Ulster & Annales de Tigernach) et ceux de la famille de ce dernier originaire de Circinn qui prit le pouvoir après un conflit de plusieurs années qui l’opposa à d’autres compétiteurs
La tradition irlandaise reprise notamment dans le Livre de Munster et dans le Livre Hui Maine fait en effet de Conall Corc mac Lugaid roi des Eóganachta de Munster et cousin de
l’Ard ri Érenn Crimthann mac Fidaig, l’époux de Mongfinn une fille du roi picte Uuradech Uecla quatrième prédécesseur de Drust mac Erp et qui est crédité d’un règne de deux ans à la fin du IVe siècle. Cette branche des Eóganachta de " Magh Geirginn" descendrait du fils de Corc, nommé Caibre Cruitheachan (le petit picte), passe pour s’être établie dans le royaume picte de Cirech (Circinn) et pour avoir été le clan ancestral du roi historique Oengus Ier

## Liste des rois
Liste des rois des Pictes de la période dite historique établie selon les manuscrits de la Chronique Picte de 971/975  et de 1040/1072. Les durées des règnes des derniers rois avant Kenneth Ier d'Écosse proviennent du manuscrit de 1317

### Premiers rois
| Nom           | Autre nom                                           | Dates théoriques | Famille                                  | Remarques |
| ------------- | --------------------------------------------------- | ---------------- | ---------------------------------------- | --- |
| Breth         | Brude, Bridei, Breth mac Muthut                     | 340-347          |                                          | règne 7 ans |
| Uipoig        | Vipoig namet, Vipoguenech                           | 347-377          |                                          | règne 30 ans |
| Canutulachama | Canutulumet, Tonaculmel                             | 377-381          |                                          | règne 4 ans |
| Dornornauch   | Douernach Uetalec                                   | 381-382          |                                          | règne 1 an |
| Uradech       | Feradach Find Fechtnach                             | 382-384          |                                          | règne 2 ans |
| Gartnait      | Gartnaich diuberr                                   | 384-390          |                                          | règne 6 ans |
| Talorc        | Talorc mac Achivir                                  | 390-414          |                                          | règne 17 ou 24 ans |
| Drest         | Drest mac Erp                                       | 414-456          |                                          | règne 100 ans ! Patrick d'Irlande revient en Irlande la 19e année de son règne. Mort en 449 selon les Annales de Clonmacnoise |
| Talorg        | Talorc mac Aniel, Tolorc mac Amel.                  | 456-460          |                                          | règne 4 ans |
| Nechtan       | Necton Morbet mac Erip, Neachtan morbreac mac Erip. | 460-484          | frère de Drest mac Erp ?                 | règne 24 ans |
| Drest         | Drest Gurthinmoch, Drest Gurthimoth.                | 484-514          |                                          | règne 30 ans. |
| Galanan       | Galanan Erilich, Galanrabith.                       | 514-526          |                                          | règne 12 ou 15 ans. |
| Drest et      | Drest mac Gyrom, Drest mac Girom.                   | 526-531          |                                          | règne 4,5 ou 7 ans. |
| Drest         | Drest mac Uudrost, Drest mac Wdrost.                | 526-531          |                                          | règne 5, 12 ou 15 ans. |
| Drest seul    | Drest mac Gyrom.                                    | 531-536          |                                          | règne 4, 5 ou 7 ans. |
| Garthnach     | Gartnait mac Gyrom                                  | 536-543          | frère de Drest mac Gyrom                 | règne 7 ans |
| Cailtraim     | Cailtram mac Gyrom                                  | 543-544          | frère de Drest et de Garthnach mac Gyrom | règne 1 an. |
| Talorg        | Talorg mac Muircholaich, Talorc mac Urtoloic.       | 544-555          |                                          | règne 11 ans |
| Drest         | Drest mac Munait, Drest mac Monaid.                 | 555-556          |                                          | règne 1 ou 4 ans. |

### Premiers rois datés par les Annales Irlandaises
| Nom      | Autre nom                              | Dates théoriques        | Famille                                             | Remarques |
| -------- | -------------------------------------- | ----------------------- | --------------------------------------------------- | --- |
| Galam    | Galam Cennaleph, Galam Cendaeladh.     | 556-557                 |                                                     | règne 2 ans 1 seul et 1 an avec Bridei mac Maelchon. Mort en 580 selon les Annales d'Ulster                                                                  |
| Bridei   | Bridei mac Maelcon                     | 555/556/557-584/586/587 | parfois considéré comme un fils de Maelgwn Gwynedd. | né en 505/506 selon les Annales d'Ulster et les Annales de Tigernach. Règne 1 an avec Galam et 30 ans seul mort en 584 selon les Annales (AI, AT, AC et AU). |
| Gartnart | Gartnart mac Domelch                   | 584-595                 | fils d'Aedan du Cenél Gabráin ?                     | règne 11 ou 20 ans mort en 599 selon les Annales de Tigernach                                                                                                |
| Nechtan  | Nectu nepos Uerb, Necton mac Irb.      | 595-615                 | fils du prince Irb de Strathclyde                   | règne 20/21 ans mort en 621 selon les Annales de Tigernach et les Annales d'Ulster.                                                                          |
| Cinioch  | Cinioch mac Lutrin, Kinet mac Luthren. | 618/621-631/633/637     |                                                     | règne 14 ou 19 ans tué en 631 selon les Annales d'Ulster. |
| Garnard  | Garnard mac Uuid, Gartnait mac Foith   | 634-639                 | fils de Uuid/Foith                                  | règne 5 ans tué en 635 selon les Annales d'Ulster. |
| Bridei   | Breidei mac Uuid, Bridei mac Foith     | 639-644                 | Fils de Uuid/Foith frère de Gartnait mac Uuid       | règne 5 ans mort en 641 selon les Annales de Tigernach et les Annales d'Ulster.                                                                              |
| Talorg   | Talorc mac Uuid, Talorg mac Foith      | 644-656                 | frère des précédents                                | règne 11/12 ans mort en 653 selon les Annales de Tigernach et les Annales d'Ulster.                                                                          |
| Talorcen | Talorgen/Talorcan mac Enfret/Anfrud    | 653/658-657/662         | fils d'Eanfrith de Bernicie, neveu des précédents.  | règne 4 ans mort en 657 selon les Annales d'Ulster |
| Gartnait | Gartnait mac Donuel                    | 657/662-663/668         | Fils de Domnall Brecc du Cenél Gabráin ?            | règne 5 ou 6 ans 1/2 mort en 663 selon les Annales d'Ulster.                                                                                                 |
| Drest    | Drest mac Donuel                       | 663/668-671/672/675     | Fils de Domnall Brecc du enél Gabráin ?             | règne 6/7 ans expulsé en 672 et mort en 678 selon les Annales d'Ulster                                                                                       |

### Rois historiques
| Nom        | Autre nom                                 | Dates théoriques        | Famille                                                                                       | Remarques                                                                        |
| ---------- | ----------------------------------------- | ----------------------- | --------------------------------------------------------------------------------------------- | -------------------------------------------------------------------------------- |
| Bridei     | Bredei mac Bili,                          | 671672\|675-692/693/696 | Fils de Beli Ier de Strathclyde                                                               | règne 21 ans mort en 693 selon les Annales d'Ulster et les Annales de Tigernach. |
| Taran      | Taran mac Entifidich                      | 694-698                 |                                                                                               | règne 4 ou 14 ans expulsé en 697 et mort en 699 selon les Annales d'Ulster.      |
| Bridei     | Bredei mac Der-Ilei, Bridei mac Derile.   | 697-708                 | fils de la princesse Der-Ilei et du Scot Dargart mac Finguine du Cinél Comgaill               | règne 11 ans mort en 706 selon les Annales d'Ulster.                             |
| Nechtan    | Nechtan mac Der-Ilei, Nechtan mac Derile  | 706/711-724/726         | frère de Bredei mar Der-Ilei                                                                  | règne 15 ans abdique en 724 selon les Annales d'Ulster                           |
| Drest et   | Drest                                     | 724-729                 |                                                                                               | règne 5 ans tué en 729 selon les Annales d'Ulster                                |
| Álpin      | Elpin                                     | 724-729                 | fils d'Eochaid mac Domangairt du Cenél Gabráin ?                                              | règne 5 ans expulsé en 728 selon les Annales d'Ulster                            |
| Nechtan    | Nehtan mac Derelei; Nechtan mac Derile    | 728-729                 |                                                                                               | règne 1 an mort en 732 selon les Annales de Tigernach                            |
| Unuist Ier | Unuist mac Uurguist, Onuist mac Uuirguist | 729/731-761             | issu des Eóganachta de Maige Geirginn.                                                        | règne 30 ans mort en 761 selon les Annales d'Ulster                              |
| Bridei     | Bredei mac Uurguist                       | 761-763                 | frère de Unuist Ier                                                                           | règne 2 ans mort en 763 selon les Annales d'Ulster                               |
| Ciniod     | Ciniod mac Uuredech                       | 763-775                 | fils d'une princesse de la famille d'Unuist Ier et de Feradach mac Selbaich du Cenél Loairn ? | règne 12 ans mort en 775 selon les Annales d'Ulster                              |
| Alpin      | Elpin mac Uuroid                          | 775-780                 | frère du précédent ?                                                                          | règne 3 1/2 ans mort en 780                                                      |
| Drest      | Drest mac Talorgan                        | 780-781                 | neveu de Unuist Ier                                                                           | règne 1 an                                                                       |
| Talorgan   | Talorgen mac Druisten                     | 780/781-782/785         |                                                                                               | règne 4/5 ans mort en 782 ?                                                      |
| Talorgan   | Talorgen/Talorcan mac Unuist              | 782/785-784/787         | fils de Unuist Ier                                                                            | règne 2 1/2 ans mort en 782 ?                                                    |
| Canaul     | Canaul mac Tala, Conall.                  | 785-790                 |                                                                                               | règne 5 ans expulsé en 789 et tué en 807 selon les Annales d'Ulster.             |
| Caustantin | Castantin mac Uurguist                    | 789-820                 | petit-fils ou petit-neveu d'Unuist Ier ou fils de Fergus mac Echdach du Cenél Gabráin ?       | règne 35 ans mort en 820 selon les Annales d'Ulster                              |
| Unuist II  | Unuist mac Uurguist                       | 820-834                 | frère de Caustantin                                                                           | règne 12 ans mort en 834 selon les Annales d'Ulster                              |
| Drest et   | Drest mac Constantini                     | 834-836/837             | fils de Caustantin                                                                            | règne 3 ans                                                                      |
| Talorgan   | Talorgen/Talorcan mac Uuthoil             | 834-836/837             | petit-fils de Fergus mac Echdach du Cenél Gabráin ?                                           | règne 3 ans                                                                      |
| Uuen       | Uuen mac Unuist                           | 836/837-839             | fils de Unuist II                                                                             | règne 3 ans tué en 839 selon les Annales d'Ulster                                |

### Prétendants
| Nom              | Autre nom                           | Dates théoriques | Famille                                             | Remarques                                           |
| ---------------- | ----------------------------------- | ---------------- | --------------------------------------------------- | --------------------------------------------------- |
| Uurad            | Uurad mac Bargoit, Wrad mac Bargoit | 839-842          | petit-fils de Fergus mac Echdach du Cenél Gabráin ? | règne 3 ans.                                        |
| Bridei           | Bred, Bridei mac Ferech.            | 842              | fils de Uurad                                       | règne 1 an.                                         |
| Ciniod           | Kinet mac Ferat.                    | 842-843          | fils de Uurad                                       | règne 1 an.                                         |
| Bridei           | Bridei mac Fokel.                   | 843-845          | frère de Talorgan mac Uuthoil ?                     | règne 2 ans.                                        |
| Drest            | Drest mac Ferat.                    | 845-848          | fils de Uurad                                       | règne 3 ans                                         |
| Cinaed mac Álpin | Kenneth mac Álpin                   | 842-858          | fils d'Álpin                                        | règne 16 ans mort en 858 selon les Annales d'Ulster |